# Województwo katowickie (1950–1975)
Województwo katowickie – dawne województwo w południowej Polsce, z siedzibą władz w Katowicach (w latach 1953–1956 pod nazwą województwo stalinogrodzkie), istniejące w latach 1950–1975 na obszarze dzisiejszych województw śląskiego i opolskiego. Powstało z podziału województwa śląskiego (nazywanego również śląsko-dąbrowskim) na województwo katowickie (do którego dołączono miasto i powiat częstochowski) i województwo opolskie. W latach 1953–1956 dla upamiętnienia Józefa Stalina nosiło nazwę województwo stalinogrodzkie. Honorowym obywatelem województwa katowickiego był Leonid Breżniew który jak generał służący w 18 Armii brał udział w walkach na Śląsku.  Powierzchnia województwa wynosiła w 1973 9550 km², ludność w 1974 – 3 910 327 osób (ponad 78% w miastach). W wyniku reformy administracyjnej w 1975 znacznie zmniejszono jego terytorium, tworząc z północnej części województwo częstochowskie, a z południowej bielskie, jednocześnie przyłączając część obszaru województw opolskiego i krakowskiego.
W 1960 województwo katowickie zostało odznaczone Orderem Budowniczych Polski Ludowej.

## Geografia i warunki naturalne
Województwo katowickie leżało w południowej Polsce; graniczyło z województwami opolskim, łódzkim, kieleckim i krakowskim oraz na południu z Czechosłowacją. Rozciągało się pomiędzy 49°31' i 51°06' N (rozciągłość z południa na północ – 175 km) oraz 18°15' i 19°46' na wschód od Greenwich (rozciągłość z zachodu na wschód – 98 km). Obejmowało prawie całą Wyżynę Śląską (część środkowa i północno-zachodnia) oraz części Wyżyny Krakowsko-Częstochowskiej (część północno-wschodnia), Kotliny Oświęcimskiej, Pogórza Karpackiego i Beskidów Zachodnich (część południowa).
Większą część województwa zajmowała Wyżyna Śląska, zbudowana ze skał paleozoicznych (głównie piaskowców i łupków karbońskich), pokrytych utworami permskimi (piaskowce, iły, zlepieńce), a w części północnej także triasowymi (m.in. wapienie, margle, piaskowce, iły), zaś w południowej – trzeciorzędowymi; na powierzchni występowały osady czwartorzędowe (piaski, żwiry, gliny). Sięgała tu, rozciągająca się wzdłuż Małej Panwi Równina Opolska – lesista i piaszczysta część Niziny Śląskiej. Wyżyna Krakowsko-Częstochowska, której tylko północna część leżała na obszarze województwa katowickiego, zbudowana była głównie z utworów górnojurajskich, zalegających na skałach młodszego paleozoiku; opadała ona na zachód stromo (krawędź denudacyjna), a na wschód łagodnie. Między Wyżyną Śląską a Pogórzem Karpackim ciągnęło się obniżenie tektoniczne – Kotlina Oświęcimska, stanowiąca zachodnią część pasa obniżeń podkarpackich. Ponad nią ciągnął się pas łagodnych wzgórz – Pogórze Śląskie, które dalej na południe przechodziło w pasma Beskidu Małego i Śląskiego, zbudowane głównie z piaskowców i pokryte lasami. Najwyższym punktem województwa katowickiego było Skrzyczne (1257 m n.p.m.), najwyżej położonym stale zamieszkanym punktem – schronisko na Skrzycznem (1250 m n.p.m.), najwyżej położoną miejscowością – Magurka k. Wilkowic (913 m n.p.m.), najniższym punktem – wieś Lelity nad Wartą (182 m n.p.m.).
Klimat województwa charakteryzował się wyższą od obszarów sąsiednich roczną sumą opadów (od 650 mm na północy i południowym wschodzie do ponad 1000 mm w Beskidzie Śląskim). Średnia temperatura powietrza wynosiła w styczniu –2,5 °C na zachodzie i północy, poniżej –3 °C na Wyżynie Krakowsko-Częstochowskiej i –5 °C na kulminacjach beskidzkich; w lipcu – od 17,5 do 18 °C (na kulminacjach beskidzkich – ok. 16 °C). Pokrywa śnieżna zalegała 2-3 miesiące, w górach ponad 5 miesięcy. Okres wegetacyjny trwał na Pogórzu Śląskim i w Kotlinie Oświęcimskiej ok. 215 dni, na Wyżynie Krakowsko-Częstochowskiej poniżej 210 dni.
Gleby województwa były na ogół mało urodzajne. W części północnej i środkowej przeważały gleby bielicowe i brunatne wytworzone z piasków oraz glin i iłów; na południe od Żor i Pszczyny aż po Pogórze Śląskie występowały bardziej urodzajne gleby płowe i brunatne wytworzone z lessów i utworów lessowatych, w dolinach rzecznych zaś – mady. W części południowej występowały gleby górskie i brunatne. Na wychodniach skał węglanowych spotykano rędziny. Znaczny procent obszaru województwa stanowiły gleby zniszczone przez industrializację, tzw. industrisole.
Województwo katowickie leżało na dziale wodnym Wisły i Odry. Brały tu początek Wisła i dopływy Odry: Warta, Mała Panew, Kłodnica i Olza. Środkową część województwa odwadniały mniejsze rzeki: Liswarta (dopływ Warty), Mała Panew, Kłodnica (dopływy Odry) i Przemsza (dopływ Wisły). Taki układ sieci rzecznej oraz duże zużycie wody i jej zanieczyszczenie powodowały stały niedobór wody, zwłaszcza pitnej, w Górnośląskim Okręgu Przemysłowym; dla jego wyrównania wybudowano wokół GOP-u szereg sztucznych zbiorników wodnych (największym było Jezioro Goczałkowickie na Wiśle, o powierzchni 32 km² i pojemności 163 mln m³), z których doprowadzano wodę rurociągami (najdłuższy poprowadzono z Jeziora Czanieckiego na Sole).
Lasy w 1972 zajmowały 30,2% obszaru województwa. Największe kompleksy leśne znajdowały się w powiecie lublinieckim i w północnej części tarnogórskiego, pszczyńskim i zachodniej części gliwickiego oraz w Beskidzie Śląskim. Przeważały drzewostany iglaste (ponad 90%), głównie sosnowe, w górach – świerkowe.

## Przemiany administracyjne
Województwo katowickie zostało utworzone 6 lipca 1950 ze wschodniej części wcześniejszego województwa śląskiego (półoficjalnie nazywanego również śląsko-dąbrowskim), do której dołączono z województwa kieleckiego powiat częstochowski i stanowiące powiat miejski miasto Częstochowa. Z powierzchnią 8950 km² było to najmniejsze województwo pod względem terytorium (poza województwami miejskimi). W chwili utworzenia składało się z 24 powiatów (w tym 11 miejskich), które dzieliły się dalej na 40 miast i 190 gmin:
- powiaty miejskie Będzin, Bielsko, Bytom, Chorzów, Częstochowa, Dąbrowa Górnicza, Gliwice, Katowice, Sosnowiec, Zabrze i Zawiercie;
- powiaty będziński, bielski, bytomski, cieszyński, częstochowski, dobrodzieński, gliwicki, katowicki, lubliniecki, pszczyński, rybnicki, tarnogórski i zawierciański.

Już w niecałe pół roku po powstaniu, tj. 1 stycznia 1951, województwo katowickie powiększyło się kosztem województwa krakowskiego o część zlikwidowanego powiatu bialskiego wraz ze stanowiącą powiat miejski Białą Krakowską (połączoną równocześnie z Bielskiem w Bielsko-Białą) i o gminę Kroczyce z powiatu olkuskiego. 1 lipca 1952 do województwa katowickiego przyłączono z województwa łódzkiego fragmenty powiatów radomszczańskiego i wieluńskiego. 12 września 1953 do województwa (przemianowanego pół roku wcześniej na stalinogrodzkie) przyłączono z województwa krakowskiego osiedle Jęzor (z miasta Jaworzno w powiecie chrzanowskim), które stało się częścią Sosnowca. 1 stycznia 1956 województwo stalinogrodzkie przejęło od województwa krakowskiego gromady Giebło, Ogrodzieniec (równocześnie przekształconą w osiedle), Podzamcze i Ryczów, a od województwa opolskiego gromadę Krupski Młyn. 1 stycznia 1957 województwo katowickie pomniejszyło się natomiast o skrawek powiatu myszkowskiego (przysiółek Gaiska), przyłączony do województwa kieleckiego. 1 stycznia 1958 wchłonęło gromadę Borowno z województwa łódzkiego i wieś Biała Błotna z województwa kieleckiego. 30 czerwca 1963 przyłączono do województwa katowickiego fragment miasta Ujazd w województwie opolskim. 1 stycznia 1969 województwo katowickie powiększyło się o wieś Borowiany z powiatu strzeleckiego w województwie opolskim. 27 maja 1975, na pięć dni przed wejściem w życie wielkiej reformy wprowadzającej podział kraju na 49 województw i likwidującej powiaty, do Raciborza (stanowiącego powiat miejski w województwie opolskim) włączono sołectwo Bzie nad Odrą z gminy Kornowac w powiecie rybnickim.
Jesienią 1954 zreformowano najniższy szczebel podziału terytorialnego Polski, zastępując gminy gromadami i wprowadzając nową kategorię jednostek stopnia podstawowego, pośrednią między miastami i wsią – osiedla. Pod koniec 1956 w województwie katowickim istniały 53 miasta, 27 osiedli i 361 gromad. Do końca 1972, kiedy zniesiono gromady i osiedla przywracając gminy (z dniem 1 stycznia 1973), liczba miast wzrosła do 76, zaś liczba osiedli spadła do 15, a gromad do 256 – szereg miejscowości uzyskało prawa miejskie, natomiast część najmniejszych i najsłabszych gromad zniesiono. Reformę administracyjną z 1975 poprzedziła akcja łączenia (od 1973) mniejszych miast i gmin z większymi jednostkami. Krótko przed wejściem w życie reformy zniesiono na obszarze województwa katowickiego 22 miasta i 17 gmin. Sztandarowym przykładem tej operacji były Tychy, które wchłonęły 6 miast i gmin.
Z dniem 1 czerwca 1975, na podstawie ustawy z dnia 28 maja 1975 r. o dwustopniowym podziale administracyjnym Państwa oraz o zmianie ustawy o radach narodowych oraz rozporządzenia Rady Ministrów z dnia 30 maja 1975 r. w sprawie określenia miast oraz gmin wchodzących w skład województw, województwo katowickie otrzymało nowy kształt terytorialny:
- z północnej części województwa katowickiego utworzono województwo częstochowskie, w skład którego weszła Częstochowa oraz byłe powiaty częstochowski, kłobucki, lubliniecki i myszkowski oraz część zawierciańskiego;
- na południu powstało województwo bielskie, które objęło dotychczasowe powiaty miejskie Bielsko-Biała i Cieszyn oraz większość gmin dawnych powiatów bielskiego i cieszyńskiego (z Ustroniem i Wisłą);
- do województwa katowickiego przyłączono natomiast obszar powiatu raciborskiego z miastem Racibórz (z województwa opolskiego) oraz powiat miejski Jaworzno i część powiatów chrzanowskiego, olkuskiego i oświęcimskiego z Chrzanowem, Olkuszem, Trzebinią-Sierszą i Brzeszczami (z województwa krakowskiego).

Od 1999 obszar województwa katowickiego z lat 1950–1975 wchodzi w skład województwa śląskiego, z wyjątkiem gminy Dobrodzień, która przynależy do województwa opolskiego.

### Ważniejsze zmiany administracyjne
- 1 stycznia 1951:
  - zniesiono powiat bialski (w województwie krakowskim). Gminy Biała, Bestwina, Bystra-Wilkowice i Szczyrk włączono do powiatu bielskiego w województwie katowickim[15],
  - powiat miejski Bielsko został połączony z powiatem miejskim Biała Krakowska (w województwie krakowskim) w powiat miejski Bielsko-Biała[15],
  - utworzono powiat miejski w Rybniku[36];
- 1 kwietnia 1951[37]:
  - zniesiono powiat bytomski, a jego obszar włączono do Bytomia, Zabrza i powiatu tarnogórskiego,
  - zniesiono powiat dobrodzieński, a jego obszar włączono do powiatu lublinieckiego,
  - zniesiono powiat katowicki. Część jego obszaru włączono do Bytomia, Katowic i Zabrza, z pozostałej części utworzono powiaty miejskie w Mysłowicach, Nowym Bytomiu, Rudzie, Siemianowicach Śląskich, Szopienicach i Świętochłowicach,
  - utworzono powiat miejski w Czeladzi;
- 14 kwietnia 1951 utworzono powiat miejski w Cieszynie[38];
- 1 lipca 1952 utworzono powiat kłobucki z części powiatu częstochowskiego[39];
- 9 marca 1953 dla uczczenia pamięci Józefa Stalina zmieniono nazwę miasta Katowice na Stalinogród, zaś województwa katowickiego na województwo stalinogrodzkie[40];
- 1 października 1954:
  - utworzono powiat tyski z części powiatu pszczyńskiego[41],
  - utworzono powiat wodzisławski z części powiatu rybnickiego[42];
- 1 stycznia 1956:
  - utworzono powiat myszkowski z części powiatu zawierciańskiego[20],
  - utworzono powiat miejski w Tychach[43];
- 20 grudnia 1956 przywrócono województwu i jego stolicy poprzednie nazwy[44];
- 1 stycznia 1959 powiaty miejskie Nowy Bytom i Ruda połączono w nowy powiat miejski w Rudzie Śląskiej[45];
- 31 grudnia 1959 włączono powiat miejski w Szopienicach do Katowic[46].

## Podział administracyjny

### Powiaty (1973)
| Powiat                         | Powierzchnia (km²) | Liczba ludności 31 XII 1972 | Liczba ludności 31 XII 1972 | Miasta | Miasta                                            | Gminy | Siedziba             |
| Powiat                         | Powierzchnia (km²) | ogółem                      | na km²                      | ogółem | w tym posiadające wspólną radę narodową z gminami | Gminy | Siedziba             |
| ------------------------------ | ------------------ | --------------------------- | --------------------------- | ------ | ------------------------------------------------- | ----- | -------------------- |
| Będzin (miejski)               | 14                 | 42 575                      | 3041                        | 1      | nd.                                               | nd.   | Będzin               |
| będziński                      | 359                | 125 489                     | 350                         | 7      | 1                                                 | 5     | Będzin               |
| bielski                        | 409                | 114 055                     | 279                         | 2      | 0                                                 | 9     | Bielsko-Biała        |
| Bielsko-Biała (miejski)        | 50                 | 108 806                     | 2176                        | 1      | nd.                                               | nd.   | Bielsko-Biała        |
| Bytom (miejski)                | 55                 | 189 081                     | 3438                        | 1      | nd.                                               | nd.   | Bytom                |
| Chorzów (miejski)              | 34                 | 152 962                     | 4499                        | 1      | nd.                                               | nd.   | Chorzów              |
| Cieszyn (miejski)              | 13                 | 26 025                      | 2002                        | 1      | nd.                                               | nd.   | Cieszyn              |
| cieszyński                     | 718                | 106 991                     | 149                         | 4      | 2                                                 | 9     | Cieszyn              |
| Czeladź (miejski)              | 16                 | 33 283                      | 2080                        | 1      | nd.                                               | nd.   | Czeladź              |
| Częstochowa (miejski)          | 93                 | 192 163                     | 2066                        | 1      | nd.                                               | nd.   | Częstochowa          |
| częstochowski                  | 985                | 115 947                     | 118                         | 1      | 0                                                 | 10    | Częstochowa          |
| Dąbrowa Górnicza (miejski)     | 33                 | 63 074                      | 1911                        | 1      | nd.                                               | nd.   | Dąbrowa Górnicza     |
| Gliwice (miejski)              | 91                 | 174 393                     | 1916                        | 1      | nd.                                               | nd.   | Gliwice              |
| gliwicki                       | 715                | 92 177                      | 129                         | 2      | 1                                                 | 7     | Gliwice              |
| Katowice (miejski)             | 100                | 308 729                     | 3087                        | 1      | nd.                                               | nd.   | Katowice             |
| kłobucki                       | 891                | 79 999                      | 90                          | 2      | 1                                                 | 11    | Kłobuck              |
| lubliniecki                    | 1050               | 89 238                      | 85                          | 4      | 1                                                 | 7     | Lubliniec            |
| Mysłowice (miejski)            | 30                 | 45 603                      | 1520                        | 1      | nd.                                               | nd.   | Mysłowice            |
| myszkowski                     | 499                | 67 473                      | 135                         | 3      | 2                                                 | 8     | Myszków              |
| pszczyński                     | 508                | 73 671                      | 145                         | 1      | 0                                                 | 7     | Pszczyna             |
| Ruda Śląska (miejski)          | 77                 | 144 113                     | 1872                        | 1      | nd.                                               | nd.   | Ruda Śląska          |
| rybnicki                       | 583                | 227 154                     | 390                         | 7      | 0                                                 | 11    | Rybnik               |
| Rybnik (miejski)               | 40                 | 44 415                      | 1110                        | 1      | nd.                                               | nd.   | Rybnik               |
| Siemianowice Śląskie (miejski) | 25                 | 68 545                      | 2742                        | 1      | nd.                                               | nd.   | Siemianowice Śląskie |
| Sosnowiec (miejski)            | 43                 | 146 077                     | 3397                        | 1      | nd.                                               | nd.   | Sosnowiec            |
| Świętochłowice (miejski)       | 13                 | 57 217                      | 4401                        | 1      | nd.                                               | nd.   | Świętochłowice       |
| tarnogórski                    | 527                | 190 955                     | 362                         | 6      | 0                                                 | 7     | Tarnowskie Góry      |
| Tychy (miejski)                | 59                 | 74 860                      | 1269                        | 1      | nd.                                               | nd.   | Tychy                |
| tyski                          | 449                | 143 212                     | 319                         | 9      | 4                                                 | 7     | Tychy                |
| wodzisławski                   | 335                | 174 093                     | 520                         | 4      | 0                                                 | 6     | Wodzisław Śląski     |
| Zabrze (miejski)               | 81                 | 197 549                     | 2439                        | 1      | nd.                                               | nd.   | Zabrze               |
| zawierciański                  | 630                | 67 271                      | 107                         | 4      | 3                                                 | 8     | Zawiercie            |
| Zawiercie (miejski)            | 25                 | 40 216                      | 1609                        | 1      | nd.                                               | nd.   | Zawiercie            |

### Miasta i gromady według powiatów (1971)
Źródło: Narodowy Spis Powszechny 1970
| Powiat                         | Siedziba powiatu     | Liczba miast | Liczba osiedli | Liczba gromad | Miasta (wytłuszczone), osiedla (wytłuszczone i pochyłe) i gromady (w nawiasach liczba ludności jednostek na dzień 1 I 1971) |
| ------------------------------ | -------------------- | ------------ | -------------- | ------------- | --- |
| Będzin (miejski)               | Będzin               | 1            | nd.            | nd.           | Będzin (42 841) |
| będziński                      | Będzin               | 9            | 1              | 14            | Grodziec (10 212) • Kazimierz Górniczy (8862) • Klimontów (9584) • Łagisza (4848) • Porąbka (8511) • Strzemieszyce Wielkie (11 448) • Wojkowice (9510) • Zagórze (12 840) • Ząbkowice (7577) • Maczki (1838) • Bobrowniki (3504) • Dąbie (1642) • Dobieszowice (2708) • Łosień (2845) • Okradzionów (2647) • Psary (3901) • Rogoźnik (2751) • Sarnów (3203) • Sączów (3349) • Strzemieszyce Małe (2606) • Strzyżowice (2462) • Tucznawa (1830) • Ujejsce (2918) • Wojkowice Kościelne (2225) |
| bielski                        | Bielsko-Biała        | 1            | 1              | 22            | Czechowice-Dziedzice (25 451) • Szczyrk (4671) • Bestwina (5871) • Buczkowice (3365) • Bystra (4431) • Godziszka (2370) • Grodziec (3383) • Hałcnów (3718) • Iłownica (1337) • Jasienica (3558) • Jaworze (4516) • Kaniów (2527) • Komorowice (6606) • Kozy (8382) • Ligota (4273) • Mazańcowice (1960) • Międzyrzecze (2400) • Rudzica (2512) • Rybarzowice (2878) • Stare Bielsko (3207) • Straconka (1904) • Wapienica (4566) • Wilkowice (5728) • Zabrzeg (2269) |
| Bielsko-Biała (miejski)        | Bielsko-Biała        | 1            | nd.            | nd.           | Bielsko-Biała (106 110) |
| Bytom (miejski)                | Bytom                | 1            | nd.            | nd.           | Bytom (187 348) |
| Chorzów (miejski)              | Chorzów              | 1            | nd.            | nd.           | Chorzów (151 958) |
| Cieszyn (miejski)              | Cieszyn              | 1            | nd.            | nd.           | Cieszyn (25 330) |
| cieszyński                     | Cieszyn              | 4            | 0              | 26            | Skoczów (7833) • Strumień (2214) • Ustroń (9217) • Wisła (9678) • Brenna (4387) • Chybie (3715) • Cisownica (2233) • Dębowiec (3138) • Drogomyśl (1827) • Goleszów (5820) • Górki Wielkie (2781) • Haźlach (1681) • Istebna (4430) • Jaworzynka (2149) • Kaczyce (2062) • Koniaków (2674) • Kończyce Małe (2625) • Kończyce Wielkie (2044) • Mnich (3554) • Nierodzim (2778) • Ochaby (1678) • Ogrodzona (2360) • Pastwiska (3061) • Pierściec (2737) • Pogwizdów (2364) • Pruchna (2091) • Puńców (2798) • Skoczów (3970) • Strumień (2698) • Zebrzydowice (4912) |
| Czeladź (miejski)              | Czeladź              | 1            | nd.            | nd.           | Czeladź (31 859) |
| Częstochowa (miejski)          | Częstochowa          | 1            | nd.            | nd.           | Częstochowa (188 056) |
| częstochowski                  | Częstochowa          | 1            | 0              | 21            | Blachownia (5328) • Borowno (2104) • Cykarzew Stary (3637) • Dźbów (5659) • Gnaszyn Dolny (10 248) • Grabówka (6413) • Hutki (2835) • Janów (6450) • Kamienica Polska (3954) • Konopiska (5179) • Lubojna (3648) • Mokrzesz (4755) • Mstów (7095) • Mykanów (3278) • Olsztyn (6337) • Ostrowy (7315) • Poczesna (3907) • Przyrów (3988) • Rędziny (7659) • Rudniki (4480) • Starcza (3079) • Wrzosowa (8173) |
| Dąbrowa Górnicza (miejski)     | Dąbrowa Górnicza     | 1            | nd.            | nd.           | Dąbrowa Górnicza (61 745) |
| Gliwice (miejski)              | Gliwice              | 1            | nd.            | nd.           | Gliwice (171 773) |
| gliwicki                       | Gliwice              | 2            | 1              | 18            | Pyskowice (23 127) • Toszek (4686) • Wilcze Gardło (1558) • Bojków (3855) • Bojszów (2416) • Brzezinka (5130) • Kamieniec (1892) • Kotulin (1767) • Łubie (2992) • Ostropa (3762) • Paczyna (3331) • Pilchowice (4039) • Pławniowice (2731) • Poniszowice (2393) • Rudziniec (2640) • Sośnicowice (7069) • Świbie (3012) • Toszek (3728) • Wielowieś (3547) • Ziemięcice (4312) • Żernica (3539) |
| Katowice (miejski)             | Katowice             | 1            | nd.            | nd.           | Katowice (304 629) |
| kłobucki                       | Kłobuck              | 2            | 0              | 20            | Kłobuck (12 597) • Krzepice (4231) • Borowe (2137) • Kamyk (5505) • Lipie (2837) • Ługi-Radły (2163) • Miedźno (5220) • Opatów (4445) • Ostrowy nad Okszą (2045) • Panki (5226) • Parzymiechy (2203) • Popów (2483) • Przystajń (4195) • Rębielice Królewskie (1342) • Stanisławów (2009) • Starokrzepice (2945) • Truskolasy (4603) • Walenczów (2000) • Wąsosz Górny (2334) • Węglowice (4144) • Wręczyca Wielka (3224) • Zajączki (2333) |
| lubliniecki                    | Lubliniec            | 4            | 2              | 17            | Dobrodzień (4459) • Kalety (7424) • Lubliniec (19 852) • Woźniki (2901) • Herby (2579) • Koszęcin (4382) • Boronów (3744) • Ciasna (3606) • Gwoździany (1908) • Kochanowice (2632) • Kochcice (3648) • Lisów (2980) • Lubsza (3495) • Łagiewniki Małe (1273) • Miotek (1208) • Myślina (1988) • Pawonków (4446) • Pludry (2119) • Psary (2180) • Sadów (2854) • Sieraków (3336) • Strzebin (2851) • Szemrowice (2224) |
| Mysłowice (miejski)            | Mysłowice            | 1            | nd.            | nd.           | Mysłowice (44 768) |
| myszkowski                     | Myszków              | 3            | 1              | 14            | Koziegłowy (3028) • Myszków (18 063) • Żarki (4049) • Poraj (3398) • Choroń (4191) • Cynków (1897) • Gniazdów (2659) • Kotowice (2084) • Koziegłówki (2654) • Lgota Górna (2285) • Markowice (1558) • Masłońskie (2093) • Mrzygłód (3310 ) • Niegowa (4345) • Nowa Wieś Żarecka (1915) • Pińczyce (1915) • Przybynów (3135) • Sokolniki (2567) |
| pszczyński                     | Pszczyna             | 1            | 0              | 19            | Pszczyna (17 991) • Bojszowy (3601) • Ćwiklice (2764) • Goczałkowice-Zdrój (4520) • Golasowice (3494) • Góra (2649) • Jankowice (2954) • Kobielice (2816) • Kobiór (2816) • Łąka (2360) • Miedźna (2339) • Mizerów (2732) • Nowe Bojszowy (1587) • Pawłowice (3409) • Piasek (3715) • Studzionka (1816) • Suszec (2915) • Warszowice (2297) • Wisła Wielka (2297) • Wola (1399) |
| Ruda Śląska (miejski)          | Ruda Śląska          | 1            | nd.            | nd.           | Ruda Śląska (142 769) |
| rybnicki                       | Rybnik               | 8            | 0              | 27            | Boguszowice (15 354) • Chwałowice (8417) • Czerwionka (10 245) • Knurów (28 584) • Leszczyny (12 146) • Niedobczyce (20 278) • Rydułtowy (19 150) • Żory (8726) • Baranowice (2601) • Bełk (4492) • Borynia (6359) • Brzezie nad Odrą (2590) • Bujaków (1901) • Chudów (3472) • Chwałęcice (2926) • Czernica (2717) • Dębieńsko (3813) • Gaszowice (4684) • Gierałtowice (4101) • Golejów (3037) • Gotartowice (4425) • Jankowice Rybnickie (3697) • Jejkowice (4824) • Kamień pod Rzędówką (4644) • Lyski (3229) • Ornontowice (3884) • Palowice (3884) • Pogrzebień (2894) • Przyszowice (3732) • Pstrążna (3236) • Raszczyce (1859) • Rogoźna (2997) • Świerklany (5250) • Wielopole (4581) • Wilcza (4581) |
| Rybnik (miejski)               | Rybnik               | 1            | nd.            | nd.           | Rybnik (43 557) |
| Siemianowice Śląskie (miejski) | Siemianowice Śląskie | 1            | nd.            | nd.           | Siemianowice Śląskie (67 351) |
| Sosnowiec (miejski)            | Sosnowiec            | 1            | nd.            | nd.           | Sosnowiec (144 937) |
| Świętochłowice (miejski)       | Świętochłowice       | 1            | nd.            | nd.           | Świętochłowice (57 834) |
| tarnogórski                    | Tarnowskie Góry      | 7            | 6              | 12            | Brzeziny Śląskie (8012) • Brzozowice-Kamień (7457) • Miasteczko Śląskie (5164) • Piekary Śląskie (36 318) • Radzionków (27 833) • Strzybnica (6223) • Tarnowskie Góry (34 280) • Dąbrówka Wielka (5573) • Krupski Młyn (3375) • Nakło (4139) • Stolarzowice (5434) • Wieszowa (3104) • Zbrosławice (2934) • Bobrowniki (3736) • Boruszowice (2995) • Kozłowa Góra (1012) • Miedary (2218) • Ożarowice (2874) • Repty (2297) • Sucha Góra (3317) • Świerklaniec (5777) • Tąpkowice (1794) • Tworóg (5612) • Wojska (1273) • Żyglin (2670) |
| Tychy (miejski)                | Tychy                | 1            | nd.            | nd.           | Tychy (71 454) |
| tyski                          | Tychy                | 9            | 1              | 11            | Bieruń Stary (6474) • Imielin (7757) • Kostuchna (6941) • Lędziny (12 840) • Łaziska Górne (10 780) • Mikołów (21 409) • Murcki (5376) • Orzesze (9548) • Wesoła (5209) • Łaziska Średnie (6914) • Bieruń Nowy (4894) • Borowa Wieś (3839) • Chełm (6579) • Gostyń (2696) • Kosztowy (6869) • Mokre (3068) • Podlesie (5172) • Urbanowice (4272) • Woszczyce (1907) • Wyry (3195) • Zawiść (4872) |
| wodzisławski                   | Wodzisław Śląski     | 4            | 0              | 19            | Jastrzębie Zdrój (24 316) • Pszów (12 826) • Radlin (20 255) • Wodzisław Śląski (20 255) • Bzie Zameckie (2416) • Czyżowice (2369) • Godów (2962) • Gołkowice (3339) • Gorzyce (4670) • Jastrzębie Górne (3312) • Kokoszyce (3585) • Lubomia (4792) • Marklowice (4912) • Moszczenica (2727) • Mszana (3742) • Olza (1519) • Połomia (3038) • Rogów (4443) • Ruptawa (2518) • Skrzyszów (3680) • Syrynia (2514) • Turza (2906) • Wilchwy (4850) |
| Zabrze (miejski)               | Zabrze               | 1            | nd.            | nd.           | Zabrze (197 740) |
| zawierciański                  | Zawiercie            | 2            | 2              | 16            | Łazy (6453) • Siewierz (5014) • Ogrodzieniec (4389) • Poręba (8226) • Blanowice (3028) • Brudzowice (2065) • Bzów (2071) • Chruszczobród (2597) • Giebło (2471) • Kroczyce (3323) • Kromołów (3117) • Mierzęcice (4032) • Niegowonice (3233) • Podzamcze (2396) • Pradła (1806) • Przeczyce (2747) • Rokitno Szlacheckie (1756) • Włodowice (3267) • Wysoka (3387) • Żelisławice (1521) |
| Zawiercie (miejski)            | Zawiercie            | 1            | nd.            | nd.           | Zawiercie (39 461) |

### Miasta i gminy według powiatów (1974)
Źródło: Ludność miast i gmin w powiatach województwa katowickiego w 1974 roku. Stan w dniu 31 XII. Katowice: Wojewódzki Urząd Statystyczny – Oddział Statystyki Społecznej, marzec 1975. Brak numerów stron w książce
| Powiat                         | Siedziba powiatu     | Liczba miast | Liczba gmin | Miasta (wytłuszczone) i gminy (w nawiasach liczba ludności jednostek na dzień 31 XII 1974) |
| ------------------------------ | -------------------- | ------------ | ----------- | --- |
| Będzin (miejski)               | Będzin               | 1            | nd.         | Będzin (48 681) |
| będziński                      | Będzin               | 7            | 5           | Grodziec (10 093) • Kazimierz Górniczy (19 131) • Klimontów (10 698) • Strzemieszyce Wielkie (13 933) • Wojkowice (9565) • Zagórze (14 050) • Ząbkowice (8055) • Bobrowniki (12 292) • Łosień (5608) • Psary (11 309) • Wojkowice Kościelne (5336) • Ząbkowice (1839)                                                                     |
| bielski                        | Bielsko-Biała        | 2            | 9           | Czechowice-Dziedzice (28 097) • Szczyrk (4992) • Bestwina (8712) • Buczkowice (9011) • Jasienica (11 163) • Komorowice (11 040) • Kozy (8742) • Ligota (6743) • Stare Bielsko (5517) • Wapienica (12 471) • Wilkowice (10 737) |
| Bielsko-Biała (miejski)        | Bielsko-Biała        | 1            | nd.         | Bielsko-Biała (116 946) |
| Bytom (miejski)                | Bytom                | 1            | nd.         | Bytom (193 865) |
| Chorzów (miejski)              | Chorzów              | 1            | nd.         | Chorzów (155 050) |
| Cieszyn (miejski)              | Cieszyn              | 1            | nd.         | Cieszyn (30 627) |
| cieszyński                     | Cieszyn              | 4            | 9           | Skoczów (9178) • Strumień (2396) • Ustroń (11 900) • Wisła (10 396) • Brenna (7410) • Chybie (7369) • Dębowiec (4402) • Goleszów (11 041) • Haźlach (7254) • Istebna (9293) • Skoczów (9322) • Strumień (6673) • Zebrzydowice (9878) |
| Czeladź (miejski)              | Czeladź              | 1            | nd.         | Czeladź (34 393) |
| Częstochowa (miejski)          | Częstochowa          | 1            | nd.         | Częstochowa (196 449) |
| częstochowski                  | Częstochowa          | 1            | 10          | Blachownia (9549) • Gnaszyn Dolny (17 897) • Janów (6901) • Kamienica Polska (7792) • Konopiska (15 135) • Mstów (9621) • Mykanów (12 845) • Olsztyn (6363) • Poczesna (12 517) • Przyrów (5522) • Rędziny (12 342) |
| Dąbrowa Górnicza (miejski)     | Dąbrowa Górnicza     | 1            | nd.         | Dąbrowa Górnicza (64 975) |
| Gliwice (miejski)              | Gliwice              | 1            | nd.         | Gliwice (181 083) |
| gliwicki                       | Gliwice              | 2            | 7           | Pyskowice (23 893) • Toszek (4879) • Kamieniec (8944) • Poniszowice (6299) • Rudziniec (9215) • Sośnicowice (13 755) • Toszek (7820) • Wielowieś (6924) • Żernica (11 703) |
| Katowice (miejski)             | Katowice             | 1            | nd.         | Katowice (321 903) |
| kłobucki                       | Kłobuck              | 2            | 11          | Kłobuck (12 847) • Krzepice (4183) • Kamyk (5440) • Krzepice (5030) • Lipie (6523) • Miedźno (7193) • Opatów (6274) • Panki (5098) • Popów (6184) • Przystajń (6074) • Truskolasy (4479) • Węglowice (4817) • Wręczyca Wielka (4552) |
| lubliniecki                    | Lubliniec            | 4            | 7           | Dobrodzień (4694) • Kalety (8633) • Lubliniec (21 180) • Woźniki (4378) • Ciasna (8065) • Dobrodzień (7535) • Herby (8798) • Kochanowice (6130) • Koszęcin (10 529) • Pawonków (6721) • Psary [z siedzibą w Lubszy] (4798) |
| Mysłowice (miejski)            | Mysłowice            | 1            | nd.         | Mysłowice (46 991) |
| myszkowski                     | Myszków              | 3            | 8           | Koziegłowy (2983) • Myszków (21 001) • Żarki (3987) • Koziegłowy (4413) • Koziegłówki (5209) • Mrzygłód (4740) • Niegowa (6277) • Pińczyce (3607) • Poraj (9582) • Przybynów (3553) • Żarki (1463) |
| pszczyński                     | Pszczyna             | 1            | 7           | Pszczyna (19 534) • Bojszowy (8512) • Goczałkowice Zdrój (7656) • Kobiór (7667) • Miedźna (6683) • Pawłowice (9950) • Suszec (7216) • Wisła Wielka (6873) |
| Ruda Śląska (miejski)          | Ruda Śląska          | 1            | nd.         | Ruda Śląska (147 557) |
| rybnicki                       | Rybnik               | 7            | 11          | Boguszowice (18 676) • Czerwionka (11 158) • Knurów (34 413) • Leszczyny (10 791) • Niedobczyce (20 425) • Rydułtowy (20 282) • Żory (13 244) • Baranowice (5935) • Bełk (4) • Chwałęcice (3100) • Kornowac (8009) • Lyski (6359) • Ochojec (10 530) • Ornontowice (10 035) • Przyszowice (11 830) • Szeroka (7158) • Świerklany (11 521) |
| Rybnik (miejski)               | Rybnik               | 1            | nd.         | Rybnik (62 822) |
| Siemianowice Śląskie (miejski) | Siemianowice Śląskie | 1            | nd.         | Siemianowice Śląskie (71 240) |
| Sosnowiec (miejski)            | Sosnowiec            | 1            | nd.         | Sosnowiec (149 650) |
| Świętochłowice (miejski)       | Świętochłowice       | 1            | nd.         | Świętochłowice (58 365) |
| tarnogórski                    | Tarnowskie Góry      | 6            | 7           | Brzeziny Śląskie (21 537) • Miasteczko Śląskie (8533) • Piekary Śląskie (40 520) • Radzionków (33 158) • Strzybnica (9609) • Tarnowskie Góry (43 191) • Krupski Młyn (3658) • Nakło (4198) • Stolarzowice (5389) • Świerklaniec (6021) • Tąpkowice (5074) • Tworóg (7103) • Zbrosławice (8519)                                            |
| Tychy (miejski)                | Tychy                | 1            | nd.         | Tychy (85 554) |
| tyski                          | Tychy                | 9            | 7           | Bieruń Stary (6802) • Imielin (8269) • Kostuchna (7101) • Lędziny (14 155) • Łaziska Górne (19 085) • Mikołów (23 511) • Murcki (5999) • Orzesze (10 955) • Wesoła (6404) • Bieruń Stary (4850) • Gardawice (6180) • Imielin (5222) • Kostuchna (5257) • Mokre (6346) • Wesoła (7487) • Wyry (5951)                                       |
| wodzisławski                   | Wodzisław Śląski     | 4            | 6           | Jastrzębie Zdrój (72 193) • Pszów (17 690) • Radlin (21 535) • Wodzisław Śląski (34 907) • Godów (10 228) • Gorzyce (15 797) • Lubomia (7540) • Marklowice (5190) • Mszana (7131) • Ruptawa (8139) |
| Zabrze (miejski)               | Zabrze               | 1            | nd.         | Zabrze (202 009) |
| zawierciański                  | Zawiercie            | 4            | 8           | Łazy (6750) • Ogrodzieniec (4386) • Poręba (8632) • Siewierz (5014) • Kroczyce (6309) • Kromołów (6300) • Łazy (4872) • Mierzęcice (6965) • Ogrodzieniec (4935) • Siewierz (4075) • Włodowice (5156) • Wysoka (5689) |
| Zawiercie (miejski)            | Zawiercie            | 1            | nd.         | Zawiercie (41 733) |

## Demografia
| Rok        | Liczba ludności | Liczba ludności    | Liczba ludności   |
| Rok        | ogółem          | miejska (%)        | wiejska (%)       |
| ---------- | --------------- | ------------------ | ----------------- |
| 3 XII 1950 | 2 721 951       | 1 720 293 (63,2)   | 1 001 658 (36,8)  |
| 1950       | 2705 tys.       | 1378 tys. (50,9)   | 1327 tys. (49,1)  |
| 1951       | 2820 tys.       | 1785 tys. (63,3)   | 1035 tys. (36,7)  |
| 1952       | 2866 tys.       | 1847 tys. (64,4)   | 1019 tys. (35,6)  |
| 1953       | 2921 tys.       | 1885 tys. (64,5)   | 1036 tys. (35,5)  |
| 1954       | 2976 tys.       | 1969 tys. (66,2)   | 1007 tys. (33,8)  |
| 1955       | 3041 tys.       | 2147 tys. (70,5)   | 894 tys. (29,5)   |
| 1956       | 3097 tys.       | 2240 tys. (72,3)   | 857 tys. (27,7)   |
| 1957       | 3140 tys.       | 2294 tys. (73,1)   | 846 tys. (26,9)   |
| 1958       | 3176 tys.       | 2364 tys. (74,4)   | 812 tys. (25,6)   |
| 1959       | 3253 tys.       | 2434 tys. (74,8)   | 819 tys. (25,2)   |
| 6 XII 1960 | 3 274 512       | 2 480 039 (75,74)  | 794 473 (24,26)   |
| 1960       | 3315 tys.       | 2495 tys. (75,3)   | 820 tys. (24,7)   |
| 1961       | 3353,8 tys.     | 2539,5 tys. (75,7) | 814,3 tys. (24,3) |
| 1962       | 3405,4 tys.     | 2581,5 tys. (75,8) | 823,9 tys. (24,2) |
| 1963       | 3458,6 tys.     | 2624,4 tys. (75,9) | 834,2 tys. (24,1) |
| 1964       | 3501,2 tys.     | 2661,1 tys. (76)   | 840,1 tys. (24)   |
| 1965       | 3524,3 tys.     | 2679,3 tys. (76)   | 845 tys. (24)     |
| 1966       | 3553,9 tys.     | 2703,3 tys. (76,1) | 850,6 tys. (23,9) |
| 1967       | 3585 tys.       | 2728,1 tys. (76,1) | 856,9 tys. (23,9) |
| 1968       | 3614,1 tys.     | 2751,5 tys. (76,1) | 862,6 tys. (23,9) |
| 1969       | 3645,5 tys.     | 2794,5 tys. (76,7) | 851 tys. (23,3)   |
| 8 XII 1970 | 3 697 515       | 2 838 205 (76,76)  | 859 310 (23,24)   |
| 1970       | 3694,7 tys.     | 2834,6 tys. (76,7) | 860,1 tys. (23,3) |
| 1971       | 3730 tys.       | 2866,1 tys. (76,8) | 863,9 tys. (23,2) |
| 1972       | 3 777 411       | 2 908 754 (77)     | 868 657 (23)      |
| 1973       | 3 861 976       | 3 019 298 (78,18)  | 842 678 (21,82)   |
| 1974       | 3 910 327       | 3 063 043 (78,33)  | 847 284 (21,67)   |

Województwo katowickie pod względem liczby ludności zajmowało pierwszą pozycję w Polsce.
Dzięki rozwojowi przemysłu zaludnienie województwa rosło szybciej niż przeciętnie w Polsce, pomimo jednych z najniższych w kraju współczynników przyrostu naturalnego (w 1972 wyniósł on 6,4‰ i był – poza miastami wydzielonymi z województw – najniższy w Polsce, w skali całego kraju wyniósł 9,4‰) i emigracji części mieszkańców do Niemiec, za sprawą liberalizacji polityki paszportowej w II połowie lat 50. i układu z RFN z 1970 (w okresie od stycznia 1954 do stycznia 1959 do Niemiec – zachodnich i wschodnich – wyjechało ponad 60 tys. mieszkańców województwa, a w latach 70. – kolejne 137 tysięcy). Ludność napływała do województwa katowickiego głównie z ościennych województw: krakowskiego, kieleckiego, łódzkiego i opolskiego, ale także rzeszowskiego i wrocławskiego.
Województwo katowickie wykazywało najwyższą gęstość zaludnienia spośród 17 ówczesnych województw. Najgęściej zaludniona była centralna część województwa, obejmująca Górnośląski Okręg Przemysłowy, gdzie kilkadziesiąt sąsiadujących ze sobą miast (w tym 7 mających powyżej 100 tys. mieszkańców) tworzyło największą w Polsce aglomerację, liczącą na początku lat 70. ponad 2 miliony mieszkańców. Mniejsze skupiska ludności występowały w Rybnickim Okręgu Węglowym oraz w okolicach Bielska-Białej i Częstochowy. Słabo zaludnione były natomiast północno-zachodnia część województwa oraz jego krańce południowe – obszary rolnicze i zalesione.
Województwo katowickie było najbardziej zurbanizowane w Polsce, wykazywało też najwyższy w kraju (poza województwami miejskimi) odsetek ludności pozarolniczej (1972: 94,5%). Zatrudnienie w liczbach bezwzględnych w przemyśle, handlu oraz transporcie i łączności plasowało region na pierwszym miejscu w kraju.
Według danych z 1950 około 5% ówczesnych mieszkańców stanowili przymusowi polscy wysiedleńcy z Kresów Wschodnich.

### Struktura demograficzna ludności (1974)
Liczba ludności (dane z 31 grudnia 1974):
|        | Ogółem    | Ogółem | Kobiety   | Kobiety | Mężczyźni | Mężczyźni |
| osób   | %         | osób   | %         | osób    | %         |           |
| ------ | --------- | ------ | --------- | ------- | --------- | --------- |
| Ogółem | 3 910 327 | 100    | 1 976 921 | 50,56   | 1 933 406 | 49,44     |
| Miasto | 3 063 043 | 78,33  | 1 545 285 | 39,52   | 1 517 758 | 38,81     |
| Wieś   | 847 284   | 21,67  | 431 636   | 11,04   | 415 648   | 10,63     |

▶Wieś vs ▶miasto
Ogółem (▶k, ▶m)
Miasto (▶k, ▶m)
Wieś (▶k, ▶m)
Źródło:

## Gospodarka
Województwo katowickie miało charakter wybitnie przemysłowy i pod względem uprzemysłowienia zajmowało pierwszą lokatę w Polsce. W 1950, u progu planu sześcioletniego, województwo katowickie wytwarzało 36,5% produkcji przemysłowej kraju i skupiało 31,3% zatrudnionych w przemyśle. Udział regionu w przemyśle Polski jednak malał w wyniku rozwoju przemysłu w innych częściach kraju; do początku lat 70. udział województwa w produkcji przemysłowej Polski spadł do 18,9% (1972), zaś w zatrudnieniu w przemyśle – do 20,6% (1971), mimo iż w tym okresie produkcja wzrosła prawie czterokrotnie, a liczba zatrudnionych o 39%. W 1973 udział województwa katowickiego w krajowej produkcji węgla kamiennego wynosił 89%, rud żelaza – 86,6%, stali surowej – 42,2%, wyrobów walcowanych – 44,5%, cynku – 75,3%. Do największych ośrodków przemysłowych województwa należały (według liczby zatrudnionych w przemyśle w tys. w 1971): Katowice (77), Bielsko-Biała (57), Bytom (56), Gliwice (50), Częstochowa (48), Zabrze (40), Chorzów (40), Sosnowiec (40) i Ruda Śląska (38). Na obszarze województwa wyróżniano 4 okręgi przemysłowe o odmiennej strukturze przemysłu: Górnośląski Okręg Przemysłowy, Rybnicki Okręg Węglowy, Częstochowski Okręg Przemysłowy i Bielski Okręg Przemysłowy.
| Artykuł                                                             | 1960     | 1965      | 1970      | 1973      |
| ------------------------------------------------------------------- | -------- | --------- | --------- | --------- |
| Węgiel kamienny (tys. t)                                            | 92 576,5 | 105 819,3 | 124 394,5 | 139 841,9 |
| Koks z węgla kamiennego, bez formowanego (tys. t)                   | 6249,1   | 7294,6    | 7582,2    | 8183,8    |
| Energia elektryczna (mln kWh)                                       | 7370,7   | 8525,9    | 11 716    | 19 505,5  |
| Rudy żelaza (tys. t)                                                | 1683,7   | 2292,3    | 2203,4    | 1346,3    |
| Surówka żelaza (tys. t)                                             | 2763,9   | 3185,9    | 3055,6    | 2941      |
| Stal surowa (tys. t)                                                | 4241,1   | 5264,8    | 5798,5    | 5929,2    |
| Wyroby walcowane (tys. t)                                           | 2993,1   | 3311,9    | 3821,9    | 4388,7    |
| Cynk (tys. t)                                                       | 148,7    | 149,9     | 161,1     | 176,6     |
| Odlewy żeliwne (tys. t)                                             | 256      | 311,1     | 314,7     | 312,8     |
| Odlewy staliwne (tys. t)                                            | 76,3     | 101,8     | 108,4     | 111       |
| Obrabiarki do metali (szt.)                                         | 2534     | 2879      | 2877      | 3184      |
| Maszyny i urządzenia do robót ziemnych, budowlanych i drogowych (t) | 8653     | 14 524    | 15 633    | 17 030    |
| Szkło płaskie ciągnione w przeliczeniu na 2 mm (tys. m²)            | 6155,5   | 5809,1    | 7133      | 7926      |
| Cement (tys. t)                                                     | 1564,9   | 1973,4    | 2768,9    | 2938,6    |
| Cegła w przeliczeniu na paloną pełną (mln szt.)                     | 526,7    | 456       | 406       | 401,5     |
| Nawozy azotowe w przeliczeniu na czysty składnik (tys. t)           | 73       | 80,5      | 50,8      | 53,5      |
| Tkaniny bawełniane i bawełnopodobne (mln m)                         | 17       | 13,4      | 12,5      | 14,9      |
| Tkaniny wełniane i wełnopodobne (mln m)                             | 16       | 17,6      | 22,1      | 22,2      |

Rolnictwo odgrywało w gospodarce województwa katowickiego rolę drugorzędną. W 1970 województwo wytworzyło 3,4% produkcji rolniczej Polski. Pod względem powierzchni użytków rolnych (2,7% użytków rolnych Polski) województwo zajmowało ostatnie miejsce w kraju. W 1972 gospodarstwa indywidualne zajmowały 88,9% powierzchni użytków rolnych, gospodarstwa państwowe – 9%, a spółdzielnie produkcyjne – 1,8%. Przeważały gospodarstwa drobne, często należące do chłoporobotników; gospodarstwa indywidualne o powierzchni powyżej 5 ha stanowiły tylko 10% ogółu gospodarstw rolnych. Województwo należało do przodujących pod względem zużycia nawozów sztucznych – w 1963 wyniosło ono 97,8 kg na 1 ha, a w 1972 217 kg. Pod względem wartości produkcji rolnej z 1 ha województwo zajmowało pierwsze miejsce w kraju; w 1970 produkcja globalna była wyższa od średniej krajowej o 29%, a towarowa o 38%. Hodowla najlepiej rozwinięta była w północno-zachodniej i południowej części województwa, przeciętny udój od 1 krowy (3035 l w 1972) był tu najwyższy w Polsce.
W 1972 złowiono w województwie 2,2 tys. t ryb, głównie w stawach na terenie Kotliny Oświęcimskiej i w sztucznych zbiornikach wodnych.
Lasy województwa dostarczyły w 1972 843,3 tys. m³ drewna.
| Ziemiopłód     | 1956–1960 (przeciętne roczne)   | 1956–1960 (przeciętne roczne) | 1956–1960 (przeciętne roczne) | 1966–1970 (przeciętne roczne)   | 1966–1970 (przeciętne roczne) | 1966–1970 (przeciętne roczne) | 1972                            | 1972            | 1972         |
| Ziemiopłód     | powierzchnia zasiewów (tys. ha) | zbiory (tys. t)               | plony (q/ha)                  | powierzchnia zasiewów (tys. ha) | zbiory (tys. t)               | plony (q/ha)                  | powierzchnia zasiewów (tys. ha) | zbiory (tys. t) | plony (q/ha) |
| -------------- | ------------------------------- | ----------------------------- | ----------------------------- | ------------------------------- | ----------------------------- | ----------------------------- | ------------------------------- | --------------- | ------------ |
| Pszenica       | 23,5                            | 40                            | 17,2                          | 36                              | 82                            | 22,9                          | 41                              | 101             | 24,6         |
| Żyto           | 142,6                           | 226                           | 15,9                          | 123                             | 258                           | 21                            | 95                              | 48              | 23           |
| Jęczmień       | 8,8                             | 15                            | 17                            | 9                               | 22                            | 24,7                          | 20                              | 52              | 26,1         |
| Owies          | 47,8                            | 85                            | 17,7                          | 57                              | 130                           | 22,9                          | 44                              | 102             | 23,3         |
| Ziemniaki      | 94                              | 1165                          | 124                           | 91                              | 1677                          | 184                           | 87                              | 1514            | 174          |
| Buraki cukrowe | 2,1                             | 39                            | 186                           | 1                               | 33                            | 299                           | 1                               | 28              | 226          |

| Zwierzęta      | 1950      | 1950                      | 1960      | 1960                      | 1972      | 1972                      |
| Zwierzęta      | tys. szt. | na 100 ha użytków rolnych | tys. szt. | na 100 ha użytków rolnych | tys. szt. | na 100 ha użytków rolnych |
| -------------- | --------- | ------------------------- | --------- | ------------------------- | --------- | ------------------------- |
| Bydło          | 249       | 47,2                      | 281       | 52,4                      | 320       | 62,4                      |
| Trzoda chlewna | 258       | 49                        | 328       | 61,1                      | 397       | 77,3                      |
| Owce           | 47        | 9                         | 106       | 19,8                      | 108       | 21                        |
| Konie          | 64        | 12,2                      | 63        | 11,8                      | 50        | 9,8                       |

Na obszarze województwa katowickiego występowało największe w Polsce zagęszczenie sieci komunikacyjnej. W 1973 długość dróg kołowych o nawierzchni twardej wynosiła 5083 km (53,2 km na 100 km², przy średniej dla całego kraju wynoszącej 44,3 km), linii kolejowych – 1763 km (18,5 km na 100 km²; średnio w kraju: 8,5 km). W województwie katowickim nadawano ponad połowę ładunków PKP (161 mln t w 1971). Znaczną część przewozów osobowych przejęła rozbudowana komunikacja miejska; Wojewódzkie Przedsiębiorstwo Komunikacyjne w Katowicach dysponowało w 1972 1107 autobusami i 607 tramwajami, które przewiozły 706 mln pasażerów. W 1973 w województwie zarejestrowanych było 324 780 pojazdów samochodowych, w tym 105 073 samochody osobowe, 5899 autobusów, 42 176 samochodów ciężarowych oraz 152 456 motocykli i skuterów. Jedyną ważniejszą drogą wodną był Kanał Gliwicki, łączący Górnośląski Okręg Przemysłowy z Odrą; port w Gliwicach należał do najruchliwszych w kraju (1,5 mln t przeładunków w 1970). W Pyrzowicach mieścił się pasażerski port lotniczy.

## Władze
Pierwsi sekretarze Komitetu Wojewódzkiego Polskiej Zjednoczonej Partii Robotniczej
:
- Józef Olszewski (luty 1950 – marzec 1957)
- Edward Gierek (marzec 1957 – grudzień 1970)
- Zdzisław Grudzień (od grudnia 1970, następnie po reformie administracyjnej do września 1980)

Przewodniczący Prezydium Wojewódzkiej Rady Narodowej (1950–1973):
- Bolesław Jaszczuk (24 maja 1950 – 28 kwietnia 1952)
- Józef Koszutski (28 kwietnia 1952 – 27 lutego 1954)
- Ryszard Nieszporek (15 grudnia 1954 – 17 kwietnia 1964)
- Jerzy Ziętek (17 kwietnia 1964 – 9 grudnia 1973)

Wojewodowie (1973–1975):
- Jerzy Ziętek (12 grudnia 1973 – 31 maja 1975)